# Weston (Vermont)
Weston ist eine Town im Windsor County des Bundesstaates Vermont in den Vereinigten Staaten mit 623 Einwohnern (laut Volkszählung von 2020).

## Geografie

### Geografische Lage
Weston liegt in einem Tal zwischen den zentralen Bergketten im südlichen Abschnitt der Green Mountains. Der West River ist der zentrale Fluss des Gebietes, dem zahlreiche, meist namenlose Wasserläufe von den umliegenden Hängen zufließen. Höchste Erhebungen sind in der westlichen Kette der Peabody Hill mit 854 m (2802 ft), in der östlichen Kette der Terrible Mountain mit 821 m (2694 ft), dessen Gipfel allerdings auf dem Gebiet der östlich benachbarten Town Andover liegt.

### Nachbargemeinden
Alle Entfernungen sind als Luftlinien zwischen den offiziellen Koordinaten der Orte aus der Volkszählung 2010 angegeben.
- Norden: Mount Holly, 3,6 km
- Nordosten: Ludlow, 11,3 km
- Osten: Andover, 9,0 km
- Südosten: Windham, 12,3 km
- Süden: Londonderry, 3,9 km
- Südwesten: Landgrove, 5,6 km
- Westen: Mount Tabor, 13,2 km

Hinweis: Zwischen Weston und Windham besteht keine gemeinsame Grenze. Die beiden Orte liegen aber derart nah beisammen, dass eine Aufnahme in diese Liste sinnvoll ist.

### Klima
Die mittlere Durchschnittstemperatur in Weston liegt zwischen −8,3 °C (17 °Fahrenheit) im Januar und 20,0 °C (68 °Fahrenheit) im Juli. Damit ist der Ort gegenüber dem langjährigen Mittel Vermonts im Sommerhalbjahr um etwa 4 Grad, im Winterhalbjahr unwesentlich kühler. Die Schneefälle zwischen Oktober und Mai, mit einem Spitzenwert von 43 cm im Januar, liegen mit bis zu zweieinhalb Metern gut doppelt so hoch wie die mittlere Schneehöhe in den USA. Die tägliche Sonnenscheindauer liegt am unteren Rand des Wertespektrums der USA.

## Geschichte
Das Gebiet des heutigen Weston war ursprünglich Teil von Andover, doch weil sich bei der Besiedlung des Gebietes rasch zeigte, dass ein Höhenzug das Tal, in dem der westliche Teil der Town lag, vom Rest der Town abschnitt und eine gemeinsame Verwaltung, besonders im Winter, erheblich erschwerte, begannen ab 1790 Planungen, diesen westlichen Teil Andovers als eigenständige Town auszugliedern. Dies geschah durch Beschluss des Vermonter Repräsentantenhauses am 26. Oktober 1799. Der Name der neuen Town leitete sich aus dem Sprachgebrauch ab, der für dieses Gebiet bereits existierte: West Town. Die konstituierende Stadtversammlung fand am 3. März 1800 statt; seither sendet Weston einen eigenen Repräsentanten in das Vermonter Parlament.
Eine Pockenepidemie, die 1813 in Vermont herrschte, forderte eine große Zahl an Opfern in Weston. Genaue Zahlen sind aber nicht überliefert.
Im Rahmen der Arbeitsbeschaffungsprogramme, die Theodore Roosevelt als Reaktion auf die Weltwirtschaftskrise ab 1929 initiierte, bestand zwischen 1933 und 1942 ein Camp des Civilian Conservation unter dem Namen Camp West River Forest im Norden der Town. Die dort lebenden Männer schufen in der Umgebung Naturschutzgebiete, Brücken, Skiloipen und Campingplätze.

### Religionen
Nördlich von Weston liegt das Weston Priory, ein 1953 von Abt Leo von Rudloff gegründetes Priorat der Benediktiner.
Von den ursprünglich vier Glaubensgemeinschaften, die 1817 ein gemeinsam genutztes Meeting House errichteten, sind heute nur noch die Methodisten im Ort aktiv.

### Einwohnerentwicklung
| Volkszählungsergebnisse – Town of Weston, Vermont | Volkszählungsergebnisse – Town of Weston, Vermont | Volkszählungsergebnisse – Town of Weston, Vermont | Volkszählungsergebnisse – Town of Weston, Vermont | Volkszählungsergebnisse – Town of Weston, Vermont | Volkszählungsergebnisse – Town of Weston, Vermont | Volkszählungsergebnisse – Town of Weston, Vermont | Volkszählungsergebnisse – Town of Weston, Vermont | Volkszählungsergebnisse – Town of Weston, Vermont | Volkszählungsergebnisse – Town of Weston, Vermont | Volkszählungsergebnisse – Town of Weston, Vermont |
| Jahr                                              | 1800                                              | 1810                                              | 1820                                              | 1830                                              | 1840                                              | 1850                                              | 1860                                              | 1870                                              | 1880                                              | 1890                                              |
| ------------------------------------------------- | ------------------------------------------------- | ------------------------------------------------- | ------------------------------------------------- | ------------------------------------------------- | ------------------------------------------------- | ------------------------------------------------- | ------------------------------------------------- | ------------------------------------------------- | ------------------------------------------------- | ------------------------------------------------- |
| Einwohner                                         | –                                                 | 629                                               | 890                                               | 972                                               | 1032                                              | 1851                                              | 932                                               | 931                                               | 987                                               | 864                                               |
| Jahr                                              | 1900                                              | 1910                                              | 1920                                              | 1930                                              | 1940                                              | 1950                                              | 1960                                              | 1970                                              | 1980                                              | 1990                                              |
| Einwohner                                         | 756                                               | 632                                               | 436                                               | 411                                               | 457                                               | 458                                               | 442                                               | 507                                               | 627                                               | 488                                               |
| Jahr                                              | 2000                                              | 2010                                              | 2020                                              | 2030                                              | 2040                                              | 2050                                              | 2060                                              | 2070                                              | 2080                                              | 2090                                              |
| Einwohner                                         | 630                                               | 566                                               | 623                                               |                                                   |                                                   |                                                   |                                                   |                                                   |                                                   |                                                   |

Hinweis: Die Town wurde zwar bereits 1799 aus Andover ausgegliedert, doch die Einwohnerzahlen aus dem Census 1800 wurden Andover zugeschlagen, so dass keine eigenen Zahlen für Weston vorliegen.

## Wirtschaft und Infrastruktur

### Verkehr
Weston ist durch seine Lage inmitten der Berge nur durch Landstraßen erschlossen, insbesondere die Vermont State Route 100, die in Richtung Norden Ludlow und in Richtung Süden Londonderry anschließt.

### Öffentliche Einrichtungen
Die einzige öffentliche Einrichtung, die in Weston existiert, ist die Wilder Memorial Library mit etwa 2300 Bänden (Stand: 31. Dezember 2014). Das nächstgelegene Krankenhaus ist das Rutland Regional Medical Center in Rutland.

### Bildung
In Weston ist nur eine Vorschule mit Kindergarten im Ort angesiedelt, The Little School, die 1976 gegründet und im Gebäude der ehemaligen Grundschule untergebracht wurde. Alle weitere Schulbildung wird in Zusammenarbeit mit den umliegenden Gemeinden in deren Schulen verwirklicht.

## Persönlichkeiten

### Söhne und Töchter der Stadt
- Joseph A. Gilmore (1811–1867), Politiker und Gouverneur von New Hampshire
- Aaron H. Cragin (1821–1898), Politiker und Vertreter von New Hampshire im US-Kongress
- Hiram Sanford Stevens (1832–1893), Politiker und Vertreter Arizonas im US-Repräsentantenhaus
- Sam Lloyd (1963–2020), Schauspieler und Musiker
- Elizabeth Beerman (* 1991), Snowboarderin